# Melhor jogador do mundo pela FIFA em 2003
O Melhor jogador do mundo pela FIFA de 2003 foi dado à Zinedine Zidane que chega ao número de três títulos.

## Resultado

### Masculino
| Posição | Jogador             | Pontos | Clube                           |
| ------- | ------------------- | ------ | ------------------------------- |
| 1       | Zidane              | 264    | Real Madrid                     |
| 2       | Thierry Henry       | 186    | Arsenal                         |
| 3       | Ronaldo             | 176    | Real Madrid                     |
| 4       | Pavel Nedvěd        | 158    | Juventus                        |
| 5       | Roberto Carlos      | 105    | Real Madrid                     |
| 6       | Ruud van Nistelrooy | 86     | Manchester United               |
| 7       | David Beckham       | 74     | Manchester United → Real Madrid |
| 8       | Raúl                | 39     | Real Madrid                     |
| 9       | Paolo Maldini       | 37     | AC Milan                        |
| 10      | Andriy Shevchenko   | 26     | AC Milan                        |

### Feminino
| Posição | Jogador           | Pontos |
| ------- | ----------------- | ------ |
| 1       | Birgit Prinz      | 268    |
| 2       | Mia Hamm          | 133    |
| 3       | Hanna Ljungberg   | 84     |
| 4       | Victoria Svensson | 82     |
| 5       | Maren Meinert     | 69     |
| 6       | Bettina Wiegmann  | 49     |
| 7       | Malin Mostrom     | 23     |
| 8       | Katia             | 14     |
| 8       | Renate Lingor     | 14     |
| 10      | Marta             | 13     |
| 10      | Silke Rottenberg  | 13     |
| 12      | Marinette Pichon  | 11     |
| 13      | Charmaine Hooper  | 10     |